# رمي جان
رمي جان (بالفارسية: رمى جان) (بالإنجليزية: Remijan)‏، قرية في قسم درزوسابيان الريفي، الناحية المركزية، مقاطعة لارستان، محافظة فارس، إيران. يبلغ عدد سكانها حسب إحصاء عام 2006 ميلادية 118 نسمة في 24 عائلة.